# 深沢新一郎
深沢 新一郎（ふかざわ しんいちろう、1875年（明治8年）9月 - 1934年（昭和9年）9月1日）は、日本の検事。裁判官。

## 経歴
長崎県出身。1903年（明治36年）、東京帝国大学法科大学法律科を卒業した。横浜区裁判所検事、横浜地方裁判所検事、統監府判事、同検事、京城地方裁判所判事、同控訴院検事、京城覆審法院検事、釜山地方法院検事正、高等法院検事、法務局刑務課長、京城地方法院検事正を歴任。1925年（大正14年）、大邱覆審法院長となり、法務局長を経て、1932年（昭和7年）から高等法院長を務めた。